# Gram Parsons
(Terry Melcher, 1991)
Gram Parsons, pseudonimo di Ingram Cecil Connor III (Winter Haven, 5 novembre 1946 – Joshua Tree, 19 settembre 1973), è stato un cantautore, chitarrista e pianista statunitense.
È conosciuto principalmente per essere stato tra i fondatori del genere country rock tra la fine degli anni sessanta e l'inizio degli anni settanta, diventando in seguito punto di riferimento per molti cantautori della scuola alternative country negli anni novanta.
Ha avuto una breve carriera come solista pubblicando due album (di cui uno uscito postumo), ma è stato anche membro di note band fra cui International Submarine Band, The Byrds e The Flying Burrito Brothers.
Parsons definiva la propria musica un miscuglio di country, blues, folk e rock, con il termine da lui coniato di "Cosmic American Music".
La sua morte a ventisei anni di età è avvenuta per un'overdose di sostanze stupefacenti.

## Biografia
Nato nel 1946 a Winter Haven, in Florida, Parsons ebbe un'adolescenza turbolenta in una famiglia molto ricca, ma problematica, funestata da vari avvenimenti luttuosi come il suicidio del padre e la morte della madre afflitta da gravi problemi di alcolismo. Dopo la fine degli studi preliminari, si iscrisse alla prestigiosa Harvard University.
Fondò il suo primo gruppo musicale, la International Submarine Band, nel 1966, e dopo svariati mesi di continui rinvii, nel 1968 venne pubblicato il loro album d'esordio: Safe at Home, quando però ormai il gruppo si era già sciolto. Parsons si unì quindi ai The Byrds all'inizio del 1968, giocando un ruolo fondamentale nella registrazione e pubblicazione del seminale Sweetheart of the Rodeo della band.
Dopo aver lasciato il gruppo per dissidi vari con Roger McGuinn a fine 1968, Parsons e l'ex Byrd Chris Hillman formarono i Flying Burrito Brothers nel 1969, pubblicando il loro debutto, The Gilded Palace of Sin, nello stesso anno. L'album fu ben accolto dalla critica ma fallì dal punto di vista commerciale; dopo un tour per gli Stati Uniti, il gruppo registrò il secondo album Burrito Deluxe. All'inizio del 1970, Gram venne licenziato dalla band prima dell'uscita del disco a causa della sua crescente tossicodipendenza.
Firmò un contratto con la A&M Records, ma dopo svariati tentativi infruttuosi, all'inizio del 1971 l'etichetta cancellò l'uscita del suo primo album da solista. Trasferitosi in Francia, per un periodo visse a Villa Nellcôte, la residenza "fiscale" del suo caro amico Keith Richards dei Rolling Stones che lì stava registrando Exile on Main St. con gli altri Stones. Tornato in America, fece amicizia con la cantante Emmylou Harris, che lo assistette alla voce nel suo primo album solista, GP, finalmente pubblicato nel 1973. Anche se ricevette recensioni entusiastiche, il disco fu un altro insuccesso di pubblico non riuscendo nemmeno ad entrare nelle classifiche di vendita; il successivo album, Grievous Angel (pubblicato postumo nel 1974) fece poco meglio, piazzandosi alla posizione numero 195 della classifica di Billboard.
Parsons morì a causa di un'overdose di morfina e alcol il 19 settembre 1973 nella stanza n. 8 dell'Hotel Joshua Tree Inn all'interno del parco nazionale del Joshua Tree in California, all'età di soli 26 anni. La salma di Parsons venne trafugata dall'aeroporto di Los Angeles dove era in attesa di essere spedita in Louisiana per la sepoltura. Il musicista aveva manifestato la propria volontà di essere cremato a Joshua Tree dopo la morte, e che le sue ceneri venissero disperse nel deserto; tuttavia, i suoi parenti organizzarono invece una cerimonia funebre privata a New Orleans, negando la partecipazione a qualsiasi amico di Gram proveniente dell'ambiente musicale. Per eseguire le ultime volontà di Parsons, Phil Kaufman e Michael Martin rubarono il corpo dall'aeroporto, nascondendolo in un carro funebre e lo portarono a Joshua Tree. Arrivati lì cercarono di cremare il cadavere riuscendoci solo parzialmente. I due si costituirono il 5 novembre 1973, giorno del ventisettesimo compleanno di Parsons se fosse stato in vita. Dato che non esisteva ancora una legge sul furto di un cadavere, furono condannati a pagare solo una multa in denaro per aver rubato la bara. I resti non carbonizzati di Parsons furono successivamente trasportati in Louisiana e seppelliti nel Garden of Memories di Metairie.
La tragicomica vicenda del trafugamento del corpo di Gram Parsons è stata raccontata nell'autobiografia di Kaufman Road Mangler Deluxe e nel film Grand Theft Parsons del 2003.

## Carriera

### International Submarine Band (1966-1967)
Nel 1966, dopo essersi appassionato alla musica country ascoltando dischi di Merle Haggard mentre era all'università, Gram fondò insieme a musicisti della scena folk di Boston un gruppo musicale chiamato International Submarine Band. La band si trasferì a Los Angeles l'anno successivo, e dopo numerosi cambi di formazione, i membri del gruppo firmarono un contratto discografico con la LHI Records di Lee Hazlewood, per la quale incisero l'album Safe at Home. Il disco contiene una delle canzoni più celebri di Parsons, Luxury Liner, e una prima versione di Do You Know How It Feels, brano da lui successivamente ripreso in carriera. Safe at Home sarebbe rimasto inedito fino alla metà del 1968, quando ormai la International Submarine Band si era già sciolta.

### Membro dei Byrds (1968)
Nel 1968 Parsons venne segnalato all'attenzione del bassista dei Byrds Chris Hillman, da Larry Spector (il manager della band), come possibile membro del gruppo a seguito della recente fuoriuscita dai Byrds di David Crosby e Michael Clarke. Gram era stato avvicinato da Hillman durante il 1967, e nel febbraio 1968 passò l'audizione per entrare nella band, inizialmente ingaggiato in qualità di pianista jazz ma ben presto spostato alla chitarra ritmica e al canto.
Anche se Parsons era un membro a tutti gli effetti del gruppo, non venne così riconosciuto dalla casa discografica dei Byrds, la Columbia Records. Di conseguenza, quando la band firmò il rinnovo del contratto il 29 febbraio 1968, soltanto i membri originali Roger McGuinn e Chris Hillman furono chiamati a firmare l'accordo. Parsons, come anche il nuovo batterista Kevin Kelley, era considerato un membro di "serie B" della band e veniva pertanto prezzolato con uno stipendio come fosse stato un turnista qualsiasi. Tuttavia, fu enorme l'influenza che egli ebbe sul gruppo nell'ideazione, ispirazione e registrazione dell'album Sweetheart of the Rodeo, eclatante virata dei Byrds verso la musica country.
Sweetheart of the Rodeo era stato originariamente concepito dal leader della band Roger McGuinn come un doppio album sulla storia della musica popolare statunitense. Avrebbe dovuto incorporare elementi di generi diversi come il bluegrass, il country & western, il jazz, il rhythm and blues, e il rock, per finire con la più avanzata (per l'epoca) forma di musica elettronica. Però, quando già erano stati stesi i piani di lavorazione, Parsons esercitò una grossa influenza sugli altri membri del gruppo, persuadendoli che sarebbe stato meglio andar via da Los Angeles e registrare il nuovo album a Nashville, la patria della musica country. In breve tempo, il progetto originario di McGuinn venne accantonato in favore dell'incisione di un disco di pura country music, con l'inclusione di brani composti da Parsons come One Hundred Years from Now e Hickory Wind, insieme a composizioni di Bob Dylan, Woody Guthrie, Merle Haggard, e altri.
Le sedute di registrazione di Sweetheart of the Rodeo cominciarono agli studi della Columbia Music Row di Nashville il 9 marzo 1968. In seguito proseguirono a Los Angeles, terminando infine il 27 maggio 1968. Tuttavia, Parsons era ancora sotto contratto con la LHI Records e quindi, Hazlewood contestò la sua apparizione sul disco dei Byrds minacciando di adire le vie legali. Come risultato, McGuinn finì per rimpiazzare la voce di Parsons in tre brani da lui cantati sul disco reincidendoli lui stesso, You're Still on My Mind, Life in Prison, e Hickory Wind, mossa che fece infuriare enormemente Gram, convinto invece che i problemi legali potessero essere risolti in altra maniera.
Mentre i Byrds erano in Inghilterra nell'estate del 1968, Parsons lasciò il gruppo adducendo come motivazione la sua contrarietà alla partecipazione ad una tournée dei Byrds programmata in Sudafrica, dove all'epoca era ancora in vigore l'apartheid. Durante questo periodo, il musicista fece amicizia con Mick Jagger e Keith Richards dei Rolling Stones. Immediatamente dopo essere uscito dai Byrds, trascorse molto tempo con Richards e i due strinsero una forte amicizia destinata a durare nel corso dei seguenti anni, con Parsons che introdusse il chitarrista alla musica country. Secondo l'aiutante dei Rolling Stones e road manager di Parsons, Phil Kaufman, i due ascoltavano e suonavano musica per ore, ascoltando vecchi dischi di country e provando poi a riprodurre i brani con le proprie chitarre.

### Flying Burrito Brothers (1969-1970)
Tornando da Los Angeles, Parsons si incontrò con Hillman, che nel frattempo aveva lasciato a sua volta i Byrds, e i due formarono i The Flying Burrito Brothers insieme al bassista Chris Ethridge e al chitarrista Sneaky Pete Kleinow. Il loro album di debutto del 1969 intitolato The Gilded Palace of Sin era una modernizzazione dello stile country di Bakersfield reso popolare da Buck Owens, e la band apparve sulla copertina del disco indossando completi country ma conservando l'apparenza da hippie (capelli lunghi, ecc...). Insieme agli originali a firma Parsons-Hillman Christine's Tune e Sin City c'erano versioni di classici soul come The Dark End of the Street e Do Right Woman, quest'ultima con David Crosby all'armonica. L'album non fu un successo commerciale, anche se venne incensato dai critici. Il disco era stato registrato senza un batterista fisso, ma ben presto il gruppo inserì in formazione Michael Clarke, il batterista originale dei Byrds. Gram Parsons indulgeva spesso nell'assunzione di droghe all'epoca, soprattutto cocaina, rendendo le sue performance dal vivo non sempre impeccabili. Mentre la sua crescente dipendenza irritava i suoi compagni di gruppo, egli passava sempre più tempo con gli Stones, che avevano momentaneamente traslocato in America nell'estate del 1969 per finire la registrazione del loro prossimo album Let It Bleed. L'amicizia tra Parsons e i Rolling Stones venne premiata quando i Burrito Brothers furono ingaggiati per suonare al famigerato Altamont Festival. Suonarono un breve set senza particolari incidenti che incluse Boney Maroney e Six Days on the Road, quest'ultima presente nel film Gimme Shelter, che documentò l'evento.
Data la scarsa disponibilità di nuovo materiale, per il secondo album del gruppo, intitolato Burrito Deluxe e pubblicato nell'aprile 1970, furono ripescati due brani scartati dalle sessioni per Gilded Palace of Sin.
L'album viene generalmente considerato meno ispirato del suo predecessore, ma è notevole per l'inclusione della composizione Parsons-Hillman-Leadon Older Guys e per la prima incisione su disco di Wild Horses dei Rolling Stones, pubblicata ancor prima degli Stones stessi. Parsons era rimasto impressionato dalla canzone dopo aver ascoltato una versione di prova dell'album Sticky Fingers non ancora uscito nei negozi. Jagger aveva acconsentito all'inclusione della cover a patto che il brano non fosse stato pubblicato come singolo dai Flying Burrito Brothers.
Anche Burrito Deluxe fallì dal punto di vista delle vendite. Nel frattempo Gram era stato licenziato dai Burritos a causa della sua tossicodipendenza dall'eroina ormai senza controllo. Sotto la guida di Hillman, il gruppo proseguì ancora per qualche tempo pubblicando in seguito altri due album.

### Carriera solista (1971-1973)

#### Abortito primo album solista e soggiorno a Villa Nellcôte (1970-1972)
All'inizio del 1970, Parsons firmò un contratto da solista con la A&M Records e lì si trasferì insieme al produttore Terry Melcher. Melcher (che in precedenza aveva lavorato con i Byrds e i Beach Boys e si era rifiutato di produrre l'album d'esordio di uno sconosciuto cantautore hippie di nome Charles Manson) era un membro del duo di successo Bruce & Terry, conosciuti anche come The Rip Chords. Parsons e Melcher condividevano una reciproca dipendenza dalla cocaina e dall'eroina, e come risultato, le sessioni furono altamente infruttose, con Parsons che ben presto perse interesse nel progetto. «Terry amava Gram e voleva produrgli un disco... Ma nessuno dei due era in grado di fare niente», ricorda la scrittrice Eve Babitz. Parsons accompagnò i Rolling Stones durante il loro tour in Gran Bretagna del 1971 nella speranza di firmare un contratto con la Rolling Stones Records, e poter incidere un album in coppia con l'amico Keith Richards. Trasferitosi a Villa Nellcôte con il chitarrista durante le sessioni per l'album Exile on Main St., Parsons rimase tutto il tempo in uno stato di stordimento dovuto all'assunzione di droghe, litigando frequentemente con l'allora giovane fidanzata, l'aspirante attrice Gretchen Burrell. Infine, a Parsons venne chiesto di andarsene da Anita Pallenberg, la compagna dell'epoca di Richards. Nella sua autobiografia del 2010 intitolata Life, Keith suggerisce che possa essere stato Mick Jagger il reale mandante dell'allontanamento di Parsons, poiché Jagger era preoccupato dal fatto che lui e Gram passassero troppo tempo insieme a suonare musica distogliendolo dagli affari del gruppo.
Dopo aver lasciato le sessioni degli Stones, Parsons sposò la Burrell nel 1971 a New Orleans. Tuttavia, la loro relazione era tutto fuorché duratura, e la coppia si separò ben presto. Molti degli amici e conoscenti del musicista affermarono che Parsons stava preparando i documenti per il divorzio all'epoca del suo decesso.

#### Album solisti e tour con Emmylou Harris (1972-1973)
In questo periodo successivo al matrimonio, Gram Parsons e la Burrell trascorsero il momento migliore della loro relazione, facendo visita a vecchi amici come Ian Dunlop e Ric Grech in Inghilterra. Con l'assistenza di Grech e di un amico del bassista, il dottor Hank Wangford, Parsons riuscì a disintossicarsi dall'eroina una volta per tutte.
Parsons fece ritorno negli Stati Uniti per un occasionale concerto con i Burritos, e dietro segnalazione di Hillman si recò a sentire cantare Emmylou Harris in un piccolo locale a Washington, D.C. I due divennero amici e, nel giro di un anno, lui le chiese di raggiungerlo a Los Angeles per un secondo tentativo di registrare il suo primo album da solista.
Nonostante il forte aumento di peso dovuto all'abuso di alcolici e di cibo, il musicista venne scritturato dalla Reprise Records a metà 1972. L'album GP, venne pubblicato nel 1973, e vedeva il contributo di James Burton, Ronnie Tutt, e Glen D. Hardin (tutti musicisti della backing band di Elvis Presley), contenendo inoltre nuove composizioni originali che rivitalizzarono Parsons dal punto di vista creativo come Big Mouth Blues e Kiss the Children. Nonostante questo, il disco ebbe scarso successo commerciale non riuscendo ad entrare in classifica né negli Stati Uniti né in Europa.
Parsons, ora con la Harris stabilmente al suo fianco come partner vocale nei duetti, suonò dal vivo in diverse date per gli Stati Uniti con un gruppo denominato "Gram Parsons and the Fallen Angels". Impossibilitato a richiedere i servigi della band di Elvis per più di un mese, Gram ingaggiò per il suo gruppo il chitarrista Jock Bartley, Neil Flanz alla pedal steel, Kyle Tullis al basso e l'ex batterista dei Mountain N.D. Smart. Coordinatore del tour fu il road manager Phil Kaufman, che aveva conosciuto Parsons mentre lavorava per i Rolling Stones nel 1968.
Per il suo successivo (ed ultimo) album, Grievous Angel del 1974, Gram collaborò ancora con la Harris e con Burton. Il disco, pubblicato postumo dopo la sua morte, ricevette recensioni ancora più entusiastiche di GP, ma vendette solo leggermente meglio assestandosi alla posizione 195 della classifica statunitense di Billboard. La canzone più celebre sull'album è il duetto Parsons-Harris Love Hurts, brano poi rimasto a lungo nel repertorio solista della Harris. Altri brani degni di nota composti da Parsons sono $1000 Wedding, un ritorno allo stile dei Burrito Brothers, e Brass Buttons, un doloroso ricordo dell'alcolismo della madre. Infine sono incluse una nuova versione di Hickory Wind e la traccia Ooh Las Vegas, scritta insieme a Grech e risalente alle sessioni di GP.
Prima di iniziare la registrazione del disco, Parsons e la Harris suonarono tre concerti preliminari come band principale di un mini festival promosso dalla Warner Brothers dedicato alla musica country-rock. Il gruppo di supporto includeva anche Clarence White, Pete Kleinow, e Chris Etheridge. Il 14 luglio 1973, White rimase ucciso venendo investito da un guidatore ubriaco mentre caricava il suo equipaggiamento in macchina prima di un concerto dei New Kentucky Colonels. Al funerale di White, Parsons e Bernie Leadon si lanciarono in un'improvvisata toccante versione di Farther Along; quella sera stessa, Parsons disse a Phil Kaufman di voler essere cremato a Joshua Tree dopo la morte. E i due si scambiarono un reciproco giuramento.
Nell'estate del 1973, la casa di Parsons a Topanga Canyon venne completamente distrutta da un incendio, a causa di un mozzicone di sigaretta incautamente lasciato acceso. Quasi tutto ciò che Gram possedeva fu distrutto nel rogo, tranne una chitarra e la sua automobile Jaguar. L'incidente si rivelò essere l'ultima goccia che fece traboccare il vaso nella relazione tra la Burrell e Parsons, che si trasferì a vivere da solo in una stanza separata a casa di Kaufman. Anche se non registrò nulla in questo periodo, frequentemente usciva la sera per andare a suonare in varie jam session con i membri della band country rock Quacky Duck and His Barnyard Friends (che includeva fra i componenti anche i figli di Tony Bennett, Danny e Dae Bennett, e il futuro collaboratore di Bob Dylan David Mansfield) e con il gruppo proto-punk Jonathan Richman & the Modern Lovers, ai quali faceva da manager Kaufman.

## Morte

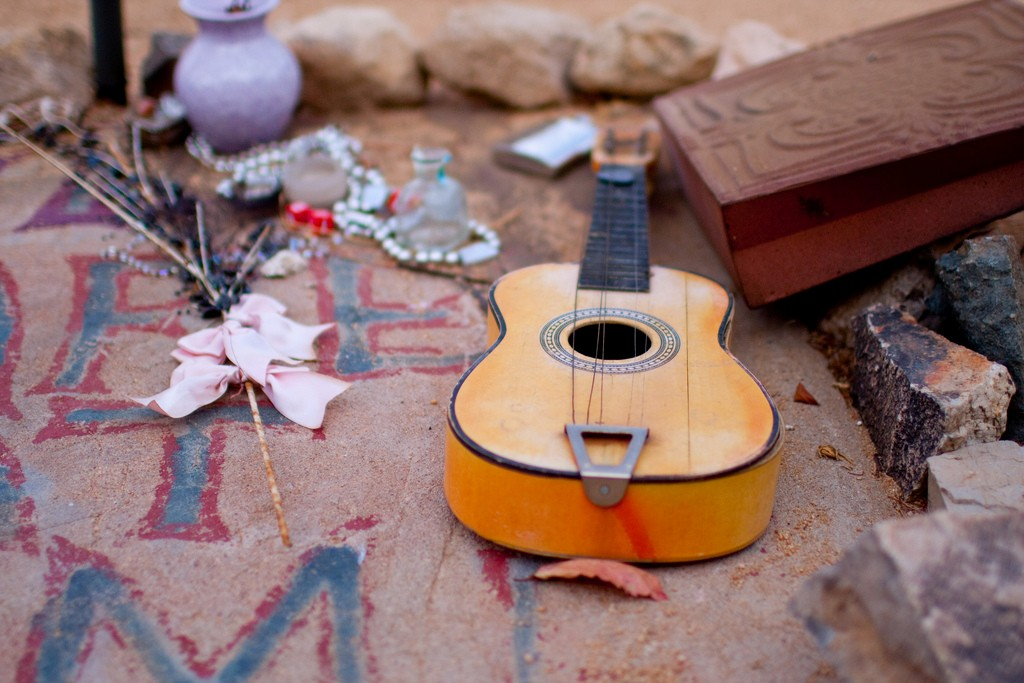
Un improvvisato "Gram Parsons Memorial" a Joshua Tree

Verso la fine degli anni sessanta, Gram Parsons restò incantato dalla bellezza selvaggia e dall'atmosfera del Joshua Tree National Monument (l'attuale Joshua Tree National Park) una zona desertica sita nel sud-est della California. Dopo essersi separato dalla Burrell, frequentemente amava trascorrere lì il tempo libero, in compagnia della sua nuova fiamma Margaret Fisher, e dell'amico Phil Kaufman. Prima di partire per il successivo tour fissato per l'ottobre 1973, Parsons decise di andare a fare un'altra escursione a Joshua Tree. Ad accompagnarlo c'erano la Fisher, l'assistente personale Michael Martin, e Dale McElroy, la fidanzata di Martin.
Meno di due giorni dopo l'arrivo della comitiva a Joshua Tree, Parsons morì di overdose di morfina ed alcol il 19 settembre 1973, all'età di 26 anni, nella stanza numero 8 dell'hotel Joshua Tree Inn. Secondo quanto affermato dalla Fisher nella biografia Grievous Angel: An Intimate Biography of Gram Parsons del 2005, la quantità di morfina assunta da Parsons sarebbe stata letale per tre consumatori abituali, e il musicista sopravvalutò la propria capacità di tolleranza considerando la sua esperienza con gli oppiacei. Trasportato d'urgenza al vicino Hi-Desert Memorial Hospital di Yucca Valley, i medici non poterono far altro che constatarne la morte avvenuta del musicista. L'autopsia rivelò un tasso alcolico nel sangue dello 0,21%, ma nessuna traccia di morfina che invece venne rinvenuta in quantità abbondanti nelle urine insieme a tracce di cocaina e barbiturici vari.
Il cadavere di Parsons scomparve dal Los Angeles International Airport dove era in attesa di essere spedito in Louisiana per la sepoltura. Prima della morte, Parsons aveva espresso la volontà di essere cremato a Joshua Tree e che le sue ceneri venissero disperse a Cap Rock, un promontorio montuoso lì situato; tuttavia, il patrigno di Parsons organizzò invece una cerimonia funebre privata a New Orleans.
Per ottemperare alle volontà di Parsons, Phil Kaufman e Michael Martin trafugarono il corpo dal magazzino dell'aeroporto e portarono la bara in auto fino a Joshua Tree. Raggiunta località di Cap Rock all'interno del parco, i due cercarono di cremare il cadavere di Parsons versando svariati litri di gasolina nella bara aperta. Il risultato fu un'enorme palla di fuoco che si librò nel cielo senza però bruciare del tutto il corpo. La polizia era sulle loro tracce, ma i due uomini riuscirono comunque a fuggire. Entrambi si costituirono alla polizia il 5 novembre 1973, il giorno di quello che avrebbe dovuto essere il ventisettesimo compleanno di Parsons. Poiché il furto di cadavere non era un reato ritenuto penale all'epoca, i due ricevettero soltanto una multa di 300 dollari per sottrazione di salma ed una di 708 dollari per aver rubato una bara. I resti non carbonizzati di Parsons furono successivamente trasportati in Louisiana e seppelliti nel Garden of Memories di Metairie dove riposano sotto una placca con l'iscrizione "God's Own Singer". L'eredità del musicista andò alla moglie separata Gretchen, alla figlia Polly, alla sorella Avis e alla sorellastra Diane.
Il luogo della cremazione di Gram Parsons fu marcato da una piccola lastra in cemento armato presidiata da una grossa roccia. La lastra è stata rimossa in seguito dagli agenti del U.S. National Park Service, e ricollocata nei pressi del Joshua Tree Inn, l'hotel dove era morto il musicista. Attualmente non esistono tracce o monumenti a Cap Rock che ricordino la cremazione di Parsons.

## Discografia

### Con la International Submarine Band
- 1968 - Safe at Home

### Con i Byrds
- 1968 - Sweetheart of the Rodeo

### Con i Flying Burrito Brothers
- 1969 - The Gilded Palace of Sin
- 1970 - Burrito Deluxe

### Solista

#### Album studio
- 1973 - GP
- 1974 - Grievous Angel

#### Raccolte
- 1976 - Sleepless Nights (a nome Gram Parsons with the Flying Burrito Brothers)
- 1979 - Early Years (1963-1965)
- 2001 - Sacred Hearts & Fallen Angels: The Gram Parsons Anthology
- 2001 - Another Side of This Life: The Lost Recordings of Gram Parsons (Sundazed Music)
- 2006 - The Complete Reprise Sessions

#### Live
- 1982 - Live 1973 (a nome Gram Parsons and the Fallen Angels)
- 2007 - Gram Parsons Archive, Vol. 1: Gram Parsons with the Flying Burrito Brothers Live at the Avalon Ballroom 1969 (Amoeba Records)